# Cis laeticulus
Cis laeticulus är en skalbaggsart som beskrevs av Sharp 1879. Cis laeticulus ingår i släktet Cis och familjen trädsvampborrare. Inga underarter finns listade i Catalogue of Life.